# Лабунь-Мали
Лабунь-Мали (пол. Łabuń Mały, нім. Neu Labuhn) — село в Польщі, у гміні Ресько Лобезького повіту Західнопоморського воєводства.
Населення — 69 осіб (2011).
У 1975-1998 роках село належало до Щецинського воєводства.

## Демографія
Демографічна структура станом на 31 березня 2011 року:
|          | Загалом | Допрацездатний вік | Працездатний вік | Постпрацездатний вік |
| -------- | ------- | ------------------ | ---------------- | -------------------- |
| Чоловіки | 36      | 5                  | 24               | 7                    |
| Жінки    | 33      | 2                  | 18               | 13                   |
| Разом    | 69      | 7                  | 42               | 20                   |